# Argyra fracta
Argyra fracta är en tvåvingeart som först beskrevs av Friedrich Hermann Loew 1850.  Argyra fracta ingår i släktet Argyra och familjen styltflugor. Inga underarter finns listade i Catalogue of Life.